# Falconinae
Sous-famille
Les Falconinae sont une sous-famille de la famille des Falconidae.

## LesFalconinae
- Carnifex à ailes tachetées — Spiziapteryx circumcinctus
- Fauconnet d'Afrique — Polihierax semitorquatus
- Fauconnet à pattes jaunes — Polihierax insignis
- Fauconnet à collier — Microhierax caerulescens
- Fauconnet moineau — Microhierax fringillarius
- Fauconnet de Bornéo — Microhierax latifrons
- Fauconnet des Philippines — Microhierax erythrogenys
- Fauconnet noir et blanc — Microhierax melanoleucos
- Faucon crécerellette — Falco naumanni
- Faucon crécerelle — Falco tinnunculus
- Crécerelle malgache — Falco newtoni
- Crécerelle de Maurice — Falco punctatus
- Crécerelle des Seychelles — Falco araea
- Crécerelle des Moluques — Falco moluccensis
- Crécerelle d'Australie — Falco cenchroides
- Crécerelle d'Amérique — Falco sparverius
- Crécerelle aux yeux blancs — Falco rupicoloides
- Crécerelle renard — Falco alopex
- Faucon ardoisé — Falco ardosiaceus
- Faucon de Dickinson — Falco dickinsoni
- Faucon à ventre rayé — Falco zoniventris
- Faucon chicquera — Falco chicquera
- Faucon kobez — Falco vespertinus
- Faucon de l'Amour — Falco amurensis
- Faucon d'Éléonore — Falco eleonorae
- Faucon concolore — Falco concolor
- Faucon aplomado — Falco femoralis
- Faucon émerillon — Falco columbarius
- Faucon des chauves-souris — Falco rufigularis
- Faucon orangé — Falco deiroleucus
- Faucon hobereau — Falco subbuteo
- Faucon de Cuvier — Falco cuvierii
- Faucon aldrovandin — Falco severus
- Petit Faucon — Falco longipennis
- Faucon de Nouvelle-Zélande — Falco novaeseelandiae
- Faucon bérigora — Falco berigora
- Faucon gris — Falco hypoleucos
- Faucon noir — Falco subniger
- Faucon lanier — Falco biarmicus
- Faucon laggar — Falco jugger
- Faucon sacré — Falco cherrug
- Faucon gerfaut — Falco rusticolus
- Faucon des prairies — Falco mexicanus
- Faucon pèlerin — Falco peregrinus
- Faucon taita — Falco fasciinucha